# Équipe des États-Unis féminine de basket-ball à trois
Cet article traite de l'équipe féminine de basket-ball à trois. Pour l'équipe masculine de basket-ball à trois, voir Équipe des États-Unis masculine de basket-ball à trois.
Maillots
L’équipe des États-Unis de basket-ball à trois est la sélection qui représente les États-Unis dans les compétitions internationales féminines de basket-ball à trois,,.

## Histoire

### 2021
L'équipe des États-Unis se qualifie pour les Jeux olympiques de Tokyo au tournoi de qualification olympique de Graz (Autriche) qui a lieu du 26 au 30 mai 2021.
Le tournoi des Jeux olympiques de 2020 se déroule à Tokyo, au Japon, du 24 au 28 juillet 2021. Les joueuses de l'équipe américaine sélectionnées pour participer a l'évènement sont Stefanie Dolson, Allisha Gray, Kelsey Plum et Jackie Young. Cette dernière remplace tardivement Katie Lou Samuelson, qui a contracté la Covid-19 juste avant le début de la compétition. L'équipe a remporté tous les matchs de la phase de groupes sauf un pour atteindre la tournée à élimination directe avec un bilan de 6-1. Elle s'impose face à la France en demi-finale 18-16, ce qui leur à permis de jouer le match pour la médaille d'or contre la ROC, équipe qui joue sous le drapeau du comité olympique, en raison de la suspension de la Russie. L'équipe américaine remporte ce match 18-15 pour remporter la première médaille d'or du tournoi olympique de basket-ball 3x3.

## Résultats

### Palmarès
| Compétitions mondiales | Compétitions continentales |
| --- | --- |
| - Jeux olympiques (1) - Vainqueur en 2020 - Troisième en 2024 - Coupe du monde (3) - Vainqueur en 2012, 2014 et 2023 - Troisième en 2016 | - Coupe d'Amérique (2) - Vainqueur en 2021 et 2023 - Finaliste en 2024 - Troisième en 2022 - Jeux panaméricains (2) - Vainqueur en 2019 et 2023 |

### Parcours en compétitions internationales

#### Jeux olympiques
| Année | Position  |      | Année | Position |
| 2020  | Vainqueur | 2028 | -     |          |
| 2024  | Troisième | 2032 | -     |          |

#### Coupe du monde
| Année | Position      |              | Année         | Position |
| 2012  | Vainqueur     | 2019         | Non qualifiée |          |
| 2014  | Vainqueur     | 2022         | 7e            |          |
| 2016  | Troisième     | 2023         | Vainqueur     |          |
| 2017  | Non qualifiée | Pays inconnu |               |          |
| 2018  | 5e            | Pays inconnu |               |          |